# Davyd Saldadze
David Saldadze, född den 15 februari 1978 i Kutaisi i Georgiska SSR i Sovjetunionen, är en ukrainsk brottare som tog OS-silver i tungviktsbrottning i den grekisk-romerska klassen 2000 i Sydney, besegrad av Mikael Ljungberg.